# Dietrich Bieber
Dietrich Bieber (* 1935 in Düsseldorf) ist ein deutscher Kunsthistoriker und Museumspädagoge.

## Leben
Bieber studierte das Lehramt für Kunst an der Kunstakademie Düsseldorf, in Hamburg und Bonn und promovierte 1977 an der Universität zu Köln bei Heinz Ladendorf mit einer Arbeit über die Historienmalerei des Düsseldorfer Malers Peter Janssen der Ältere zum Dr. phil. Im Folgenden publizierte er mehrfach über dessen Werke im Kontext der Geschichtsmalerei des späten 19. Jahrhunderts. Auch über das Œuvre weiterer Künstler, etwa Arbeiten seines Großvaters German Grobe, schrieb er Beiträge.
Als Assessor des Lehramtes (1970) trat Bieber am 1. August 1970 in den Dienst des Landes Schleswig-Holstein und arbeitete von 1980 bis 1998 als Kunsthistoriker und Museumspädagoge am Schleswig-Holsteinischen Landesmuseum Schloss Gottorf. Neben seiner Tätigkeit als Sachbuchautor wirkte er auch als Maler. Seit 1983 ist er Mitglied im Bundesverband Bildender Künstlerinnen und Künstler (Schleswig-Holstein). Als Oberkustos a. D. trat er in den Ruhestand. Er lebt in Schleswig.

## Schriften (Auswahl)
- Wiederaufnahme und Wandlungen bestimmter Bildmotive der älteren rheinischen Historienmalerei bei Peter Janssen. In: Kunstgeschichtliche Aufsätze, von seinen Schülern und Freunden des Kunsthistorischen Instituts Köln Heinz Ladendorf zum 29. Juni 1969 gewidmet. Köln 1969, S. 62–81.
- Die Wand- und Deckenbilder Peter Janssens in der alten Aula der Kunstakademie. und Aus der Chronik der Kunstakademie. Personen und Ereignisse. In: Eduard Trier (Hrsg.): Zweihundert Jahre Kunstakademie Düsseldorf. Ausstellungskatalog, Düsseldorf 1973.
- Peter Janssen als Historienmaler. Zur Düsseldorfer Malerei des späten 19. Jahrhunderts (= Habelts Dissertationsdrucke, Reihe Kunstgeschichte, Heft 3). Dissertation an der Philosophischen Fakultät der Universität zu Köln, 1977, Band 1 (Text), Band 2 (Anmerkungen, Katalog, Abbildungen), Habelt, Bonn 1979.
- mit Ekkehard Mai: Eduard von Gebhardt und Peter Janssen – Religiöse und Monumentalmalerei im späten 19. Jahrhundert. In: Wend von Kalnein: Die Düsseldorfer Malerschule. Verlag Philipp von Zabern, Mainz 1979, S. 165–185.
- Peter Janssens Wandgemälde für Erfurt – Monumentalmalerei und ihre politische Bedeutung. In: Ekkehard Mai, Stephan Waetzold (Hrsg.): Kunstverwaltung, Bau- und Denkmal-Politik im Kaiserreich. (= Kunst, Kultur und Politik im Deutschen Kaiserreich, Band 1). Berlin 1981, S. 341–359.
- Schleswig-holsteinische Künstlerporträts. Allgemeine Einführung in die Sonderausstellung. Katalog zur Ausstellung (6. Dezember 1981 bis 31. Januar 1982), Schleswig-Holsteinisches Landesmuseum für Kunst und Kulturgeschichte, Kiel 1981.
- German Grobe. Ein Düsseldorfer Landschafts- und Marinemaler. Düsseldorf 1982.
- Museum und Schule. Schüler entdecken unsere Museen (= Anregungen und Informationen für die Schule, Heft 44). Zusammengestellt vom Arbeitskreis Museumspädagogik in Schleswig-Holstein, Albrechts, Lütjensee 1983.
- Marten van Achtens Emporenbilder zum Leben Jesu in der Kapelle von Schloß Gottorf. In: Beiträge zur Schleswiger Stadtgeschichte 26 (1981), S. 98–144, und 28 (1983), S. 37–67.
- Entdeckungen mit dem Zeichenstift – Norddeutschland im Frühwerk von German Grobe. In: Nordelbingen. Beiträge zur Kunst- und Kulturgeschichte Schleswig-Holsteins. Band 53 (1984), S. 97–120.
- mit J. P. van Brakel, W. van der Plas: German Grobe (1857–1938). Ausstellungskatalog (4. Juli bis 3. Oktober 1998), Katwiiks Museum, Katwijk 1998.
- Zwei Maler – ein Bild. Die Flensburger Förde in Gemeinschaftswerken von German Grobe und Ludwig Fay. In: Nordelbingen. Beiträge zur Kunst- und Kulturgeschichte Schleswig-Holsteins. Band 78 (2009), S. 79–91.
- Arbeitsteiliges Malen der Künstler German Grobe (1857–1938) und Ludwig (Benno) Fay (1859–1906). Zum Fortleben einer künstlerischen Tradition in der späteren Düsseldorfer Malerschule. In: Roland Kanz, Christiane Pickartz (Hrsg.): Düsseldorfer Malerschule – Gründerzeit und beginnende Moderne. Petersberg 2016, S. 158–173.
- Die Embleme auf dem Taufdeckel der St.-Jürgen-Kirche zu Gettorf. In: Ingrid Höpel, Lars Olof Larsson (Hrsg.): Emblematik im Ostseeraum. Kiel 2016, S. 169–178.
- mit Bettina Baumgärtel: German Grobe und die Düsseldorfer Malerschule in Katwijk. Die Schenkung Eberhard Bieber, Düsseldorf. Ausstellungskatalog (13. Mai 2016 bis 5. Februar 2017), Museum Kunstpalast, Düsseldorf 2016.